# 请取悦我
《请取悦我》（英語：Please Please Me）是英國搖滾樂隊披頭四的第一张专辑。1962年10月5日推出首張細碟《Love Me Do》，後來攀升到排行榜第十七位，喜出望外；1963年1月11日推出第二張細碟《Please Please Me》，之後成為樂隊的第一首冠軍歌曲。披頭四的名字開始流行起來，Parlophone唱片公司為了乘勝追擊，于1963年3月22日在英国趕緊发行了這专辑。

## 早期佳作
這張专辑的十四首歌曲中，有八首为藍儂/麥卡尼合作的作品；原本署名为「麥卡尼/藍儂」的作曲組合，被認為是歷史上最知名，最成功的音樂創作組合。《滚石杂志》稱他们发明了「自给自足摇滚乐队」的概念，自己演奏自己创作的歌曲。2012年，《滚石杂志》的“史上最伟大五百张专辑”名单把這专辑列在第三十九位，它在披頭四早期的作品中排名最高，而在他們所有的大碟中排名第六位。

## 一鳴驚人
1963年5月，《請取悅我》打進英國大碟排行榜第一位，並停留在該位置達三十個星期，直至被《With the Beatles》大碟所取代。這是令人驚訝的，因為當時英國的大碟榜，往往是電影配樂和輕音樂唱片的天下。
於1987年的唱片回顧，《滾石雜誌》的史蒂夫‧龐德形容《請取悅我》專輯為「披頭四無拘無束快樂地做音樂。」
《滾石雜誌》從專輯中選了兩首歌曲，放在「史上五百首最偉大的歌曲」名單：包括排名第140位的《I Saw Her Standing There》，及排名第186位的《Please Please Me》。根據音樂網站《Allmusic》的斯蒂芬．托馬斯．厄爾瓦恩：「發布後的數十年，這張專輯聽起來還是挺新鮮的，翻唱歌曲令人印象深刻，原創作品更是驚人的好！」

### 唱片筆記
就像其他英国1960年代早期发行的专辑一样，唱片封套的背面有文字说明。披头士的新闻发言人托尼·巴罗写了大量的文字，其中還提及他们早期的对手影子乐队。

## 發行雷射唱片
1987年2月26日，《請取悅我》專輯正式發行CD版（只提供單聲道）。以往這個專輯在美國只有進口版；1987年7月21日，唱片及卡式錄音帶亦都在美國國內發行。2009年9月9日，它連同披頭四其他的經典大碟，經過重新混音後，再度推出市面。這次發行的有立體聲和單聲道CD兩個版本。

## 曲目表
注：曲词作者署名為“列侬-麦卡特尼”是披頭四作品，只注明一位曲词人是主要作者，其他為翻唱歌曲。
| 順序 | 歌名                         | 演唱                    | 作詞                            | 作曲                            | 製作人    | 時間 |
| ---- | ---------------------------- | ----------------------- | ------------------------------- | ------------------------------- | --------- | ---- |
| 01   | I Saw Her Standing There     | 保罗·麦卡特尼           | 保罗·麦卡特尼                   | 保罗·麦卡特尼                   | 乔治·马丁 | 2:55 |
| 02   | Misery                       | 约翰·列侬 保罗·麦卡特尼 | 约翰·列侬                       | 约翰·列侬                       | 乔治·马丁 | 1:50 |
| 03   | Anna (Go to Him)             | 约翰·列侬               | Arthur Alexander                | Arthur Alexander                | 乔治·马丁 | 2:55 |
| 04   | Chains                       | 乔治·哈里森             | Gerry Goffin, Carole King       | Gerry Goffin, Carole King       | 乔治·马丁 | 2:23 |
| 05   | Boys                         | 林戈·斯塔尔             | Luther Dixon, Wes Farrell       | Luther Dixon, Wes Farrell       | 乔治·马丁 | 2:24 |
| 06   | Ask Me Why                   | 约翰·列侬               | 约翰·列侬                       | 约翰·列侬                       | 乔治·马丁 | 2:24 |
| 07   | Please Please Me             | 约翰·列侬 保罗·麦卡特尼 | 约翰·列侬                       | 约翰·列侬                       | 乔治·马丁 | 2:00 |
| 08   | Love Me Do                   | 约翰·列侬 保罗·麦卡特尼 | 保罗·麦卡特尼                   | 保罗·麦卡特尼                   | 乔治·马丁 | 2:23 |
| 09   | P.S. I Love You              | 保罗·麦卡特尼           | 保罗·麦卡特尼                   | 保罗·麦卡特尼                   | 乔治·马丁 | 2:04 |
| 10   | Baby It's You                | 约翰·列侬               | Barney Williams, Burt Bacharach | Barney Williams, Burt Bacharach | 乔治·马丁 | 2:40 |
| 11   | Do You Want to Know a Secret | 乔治·哈里森             | 约翰·列侬                       | 约翰·列侬                       | 乔治·马丁 | 1:59 |
| 12   | A Taste of Honey             | 保罗·麦卡特尼           | Bobby Scott, Ric Marlow         | Bobby Scott, Ric Marlow         | 乔治·马丁 | 2:03 |
| 13   | There's a Place              | 约翰·列侬 保罗·麦卡特尼 | 约翰·列侬                       | 约翰·列侬                       | 乔治·马丁 | 1:51 |
| 14   | Twist and Shout              | 约翰·列侬               | Phil Medley, Bert Russell       | Phil Medley, Bert Russell       | 乔治·马丁 | 2:37 |

曲目依据Calkin。

## 註脚
1. ↑  Carlin, Peter Ames. . Simon and Schuster. 3 November 2009: 82  [2014-03-18]. ISBN 1416562095. （原始内容存档于2014-04-15）.
2. ↑  Med57. . Sputnikmusic. 16 January 2005  [5 January 2013]. （原始内容存档于2013-02-16）.
3. ↑  . AllMusic.   [16 November 2014]. （原始内容存档于2013-07-28）.
4. ↑  MacDonald 1994，第46頁.
5. ↑  Rolling Stone 2007.
6. ↑  . Rolling Stone. 2012  [16 November 2014]. （原始内容存档于2017-11-16）.
7. ↑  Apple Corps 2009.
8. ↑  Pond, Steve. . Rolling Stone.   [2014-11-15]. （原始内容存档于2014-12-13）.
9. ↑  Erlewine 2007.
10. ↑  . nytimes.com. 2 September 2009  [16 November 2014]. （原始内容存档于2019-02-16）.
11. ↑  Calkin 2001.

## 外部連結
- The Beatles 官方网站 Please Please Me 页面 （页面存档备份，存于）